# Алексеев, Ростислав Евгеньевич
Ростисла́в Евге́ньевич Алексе́ев (5 (18) декабря 1916 год, Новозыбков Черниговской губернии Российской империи (ныне Брянская область) — 9 февраля 1980, Горький) — советский кораблестроитель, создатель судов на подводных крыльях, экранопланов и экранолётов. Конструктор яхт, призёр всесоюзных соревнований, мастер спорта СССР.
Лауреат Сталинской премии второй степени (1951), Ленинской премии (1962) и Государственной премии СССР (1984). Член ВКП(б) с 1950 года.

## Биография
Родился в семье Евгения Кузьмича и Серафимы Павловны Алексеевых. Отец — учёный-растениевед, создатель и директор Новозыбковской сельскохозяйственной опытной станции, ставшей филиалом Всероссийского ВНИИ удобрений, агротехники и почвоведения, позднее профессор, академик Академии наук Белорусской ССР. Мать — учительница русского языка в сельской школе. Отец и мать — родом из старообрядцев.
Старший брат Анатолий, радиоинженер, пропал без вести под Москвой в 1941 году; сестра Галина — кандидат физико-математических наук, преподаватель в институте им. Баумана; сестра Маргарита — архитектор.
В 1941 году женился на Марине Михайловне Алексеевой, в браке родились сын Евгений и дочь Татьяна, в замужестве Сулоева. Внуки — Глеб и Михаил Сулоевы.

### Образование
Окончил начальную школу в Новозыбкове.
В 1930—1933 гг., в период ссылки отца в Нижний Тагил, учился в школе ФЗУ, работая слесарем по ремонту радиоаппаратуры на местном радиоузле.
В 1933 году, после переезда семьи в Горький, поступил в Горьковский вечерний механико-машиностроительный рабфак. Работал чертёжником и художником-оформителем.
В 1935 году поступил в Горьковский индустриальный институт имени Жданова на кораблестроительный факультет (сейчас Институт транспортных систем при НГТУ).
1 октября 1941 года защитил перед госкомиссией дипломную работу на тему «Глиссер на подводных крыльях» и получил звание инженера-кораблестроителя. Рецензент Алексеева, профессор М. Я. Алферьев отметил:

Дипломант последовательно подходит к новому типу глиссера на подводных крыльях, названному им А-4. Этот тип он развивает в нескольких вариантах, отличающихся между собой размерениями и способами носового и кормового оперения. Дипломант придаёт своему судну интересную обтекаемую форму, отображая не только высокие мореходные качества, но и стремительность корабля, соответствующего скорости движения порядка 100 узлов. В проекте хорошо продуманы все устройства глиссера и предусмотрены все моменты его эксплуатации как на спокойной воде, так и на поверхности взволнованного моря. Мореходные качества судна подтверждены гидродинамическими расчётами, в создании которых дипломант проявил большую инициативу.

Кроме того, Алферьев указал на желательность дальнейшего продолжения темы с целью доведения её до практического осуществления (катер на подводных крыльях А-4 был построен Алексеевым в 1943 году).

### Парусный спорт
Алексеев в «Спортивной автобиографии яхтенного капитана Р. Е. Алексеева», написанной им в ноябре 1945 года вспоминал, что любовь к воде и водному спорту проявилась в нём с 14 лет, уже тогда он собственноручно построил три лодки; на Чёрном море ходил юнгой на шхуне и парусных вельботах.
В 16 лет он построил свою первую яхту и тренировался на ней, к первым спортивным достижениям его вывела вторая, 5,5-метровая яхта-швертбот «Пират», которая также была построена самостоятельно, по собственным чертежам в 1935 году, с целью обгонять все появившиеся в Горьком яхты. «Пират» имел 11-метровую мачту и мощное парусное вооружение покрашенное в чёрный цвет (паруса шились из лоскутов разноцветной ткани, которые конструктор получал от домохозяек, занимаясь ремонтом швейных машин). Вскоре Ростислав был замечен волжскими яхтсменами, признан и принят в парусную секцию «Динамо» на Оке, а затем начал активно заниматься парусным спортом, получая призовые места на регатах.
В 1937 году вступил в Осоавиахим и на I Поволжской парусной регате в Куйбышеве на швертботе «Шквал» (Р-20) занял 2-е место в экипаже с матросом В. Сибиряковым.
В 1938 году на II Поволжской парусной регате на Оке на швертботе «Стриж» (Р-20), совместно с матросом В. Григорьевым, взял 1-е место. Гонка проходила при 6-балльном ветре. Диплом и призовой фотоаппарат ФЭД Алексееву вручил главный судья соревнований лётчик Валерий Чкалов.
В 1939 году на III Поволжской парусной регате в Куйбышеве экипаж в составе Р. Е. Алексеева, Л. Попова, К. Цыбина на яхте «Родина» занял 1-е место. Алексеев избран председателем жюри Всесоюзного конкурса по проектированию парусных судов. На первенстве добровольного спортивного общества «Судостроитель» в Ленинграде, в паре с Леоднидом Поповым, занял первое место, обойдя 20 соперников. В 1939—1940 гг. был председателем Горьковской городской парусной секции. В 1940 году на IV Поволжской парусной регате занял 1-е место с тем же экипажем — Р. Е. Алексеев, Л. Попов, К. Цыбин. В 1938—1940 году работал тренером по парусному спорту.
Параллельно Алексеев занимался конструированием. Все яхты, на которых он выступал, были изготовлены им самостоятельно либо серьёзно модернизированы с учётом знаний, полученных на кораблестроительном факультете. В этот период он спроектировал быстроходные яхты «Ребус» (1937) и «Русалка» (1939) класса Р-30, испытывал водоизмещающие и глиссирующие обводы, совершенствовал рангоут, паруса и др.
В 1945 году на VI Поволжской парусной регате экипаж Алексеева, в который вошли Н. А. Зайцев и Л. С. Попов, был первым на дистанциях 10, 20 и 50 миль. Члены экипажа впоследствии стали ближайшими заместителями главного конструктора ЦКБ по СПК. В 1946 году ему присвоено звание «Мастер спорта СССР». В 1948 году Алексеев сконструировал и построил последнюю свою яхту «Ласточка» (подарил её сподвижникам-гонщикам).
В дальнейшем из-за занятости Алексеев ушёл из серьёзного спорта, однако его спортивные увлечения сохранились в течение всей жизни и были необычайно широки. Помимо яхт и гребли, занимался парашютизмом, мотогонками, водными лыжами, дельтапланеризмом, подводным плаванием. Обладая незаурядными способностями к рисованию, посещал художественную студию, делал наброски, этюды. Управлял вертолётами и самолётами нескольких видов, обязательно участвовал в испытании всех своих судов и экранопланов, горными лыжами занимался на склонах Северной Осетии и Чегета, где участвовал в основании горнолыжной базы «Импульс».

### Создание судов на подводных крыльях

#### Начало работ
В первые месяцы войны, после защиты диплома, Алексеев направлен на завод «Красное Сормово», где с 1941 по 1943 год работал в должности контрольного мастера выпуска танков Т-34.
10 ноября 1941 года, уже через несколько дней работы на заводе, он предлагает использовать свое СПК в качестве истребителя подводных лодок и направляет проект наркому ВМФ Н. Г. Кузнецову, однако вскоре получает отказ, в котором указывается что представленная конструкция неприемлема и обречена на неудачу, так как в основе своей не отличается от ранее испытанных. Несмотря на это Алексеев настойчиво продолжает эксперименты, в свободное время буксируя новые модели катеров за яхтой и отрабатывая конструкцию подводных крыльев.
Помимо этого он предлагает новое устройство воспламенения для бутылок с зажигательной смесью и новый реактивно-инжекционный движитель для скоростных торпедных катеров.
Вскоре дипломной работой Алексеева заинтересовались главный конструктор «Красного Сормова» В. В. Крылов и директор Е. Э. Рубинчик. Несмотря на предельную загруженность завода производством танков, Алексееву выделяется 2—3 часа в сутки для работ по СПК. В своей монографии Алексеев отметил, что в результате экспериментов 1941—1942 годов, им впервые были получены приближенные гидродинамические характеристики подводного крыла в зависимости от глубины его погружения и относительной скорости, найдены оптимальные рабочие погружения, а также подтверждена возможность обеспечения остойчивости при применении малопогруженных подводных крыльев.
После представленного Алексеевым отчёта о проделанной работе, в начале 1943 года, под его руководством при заводе организуется «Гидролаборатория» и начинается создание первого двухместного катера на подводных крыльях (КПК) А-4. Первоначально лаборатория состояла из избушки на понтонах, вмёрзшей в лед в затоне Сормовского завода и единственного помощника — ученика слесаря Александра Некорина.
В апреле 1943 года первый катер на подводных крыльях Алексеева выходит на испытания и при массе в 0,9 т и мощности двигателя 25 л. с. достигает на крыльях скорости 30 км/ч. Испытания выявили уменьшение подъёмной силы крыла при приближении его к поверхности воды и неплохую устойчивость движения при глубине погружения в 15—30 % хорды крыла, что стало предтечей создания малопогружных саморегулирующихся подводных крыльев, отличающихся от всего разработанного ранее.
По результатам испытаний Алексеев назначается официальным руководителем Научно-исследовательской гидролаборатории (НИГЛ), в которой начинаются поиски оптимального профиля крыла и решения сопутствующих проблем ходкости, манёвренности, прочности, надёжности безопасности и т. п. применительно к различным условиям эксплуатации. Фронт работ расширяется, создаётся первая испытательная база, в НИГЛ приходят первые ведущие инженеры будущего ЦКБ: Иван Ерлыкин и Константин Рябов, Николай Зайцев, Леонид Попов, Болеслав Зобнин, Иван Шапкин и другие, в основном бывшие яхтсмены, знакомые Алексееву по парусному спорту. Большинство вопросов приходится решать впервые, так как разработок по СПК в СССР и в мире в то время было крайне мало, отрицательную роль в оценке перспектив работ лаборатории играли и неудачные вердикты предшественников.
В 1945 году выходит на испытания новый КПК А-5, при массе 1 т и мощности 72 л. с. достигнута скорость 85 км/ч.
В конце мая 1947 года Алексеев с Поповым проходит на А-5 по Оке в Москву, где демонстрирует его наркомату судостроительной промышленности, в результате КБ получает задание поставить на крылья серийный торпедный катер проекта 123.
Задача была успешно решена, на испытаниях летом 1948 года катер достиг на крыльях скорости 110 км/ч при удовлетворительных параметрах устойчивости, однако классические глиссирующие обводы катера плохо взаимодействовали с крыльями в переходных режимах, и Алексеев начинает проработку обводов корпуса перспективных скоростных СПК, помимо этого разрабатываются методики расчёта движителей на малопогруженных скоростных винтах и водомётах с осевыми пропеллерными насосами. В результате обширных теоретических и экспериментальных исследований к середине 1950-х годов были решены основные технические проблемы и созданы профили малопогружных крыльев с высоким гидродинамическим качеством, которые используются на СПК до настоящего времени.
Первое выдвижение Р. Е. Алексеева на Сталинскую премию было сделано руководством завода в конце 1940-х, однако из-за противодействия министра транспортного машиностроения И. И. Носенко, не скрывавшего антипатий к сормовским СПК, оно было отклонено. Тем не менее, директор «Красного Сормова» Николай Смеляков был настойчив и в 1951 году, после повторного направления документов, Ростислав Алексеев и группа ведущих конструкторов его КБ — Николай Зайцев (заместитель, специалист по силовым установкам, системам и устройствам), Леонид Попов (специалист по корпусу и прочности), Иван Ерлыкин (специалист по гидродинамике), за создание первых судов на подводных крыльях были удостоены Сталинской премии 2-й степени.
В 1954 году работы по торпедным катерам передаются в Министерство судостроительной промышленности СССР и гидролаборатория Алексеева вошла в ЦКБ-19 в виде филиала. Особенностью этого периода была работа в интересах ВМФ. Создание гражданских пассажирских судов пресекалось под предлогом секретности, а массового производства военных СПК не предвиделось из-за их ограниченного применения. Тем не менее пассажирские проекты разрабатывались Алексеевым в инициативном порядке.

#### Первое пассажирское СПК «Ракета»
Впервые создать гражданский разъездной катер на подводных крыльях Алексеев предложил на базе своей модели А-5, созданной в 1945 году, однако предложение было заблокировано военными под предлогом секретности.
С 1949 года, в ходе работ над торпедными катерами, КБ Алексеева в инициативном порядке разрабатывает А-9 — пассажирское судно на подводных крыльях вместимостью 60 пассажиров и скоростью 60 км/ч. Хорошие перспективы конструкции подтверждаются испытаниями самоходной модели, которая совершенствуется по мере накопления новых конструкторских решений. Самостоятельно осуществить внеплановую разработку с расширением ОКР под более высокие требования, предъявляемые к пассажирским судам, завод «Красное Сормово» не может, Алексеев обивает пороги министерств, где не встречает поддержки. С этой же целью, по своей инициативе, он совершает очередной «бросок» в Москву на скоростном катере-буксировщике на подводных крыльях Б-1, также созданном в его КБ с целью испытаний натурных моделей и демонстрирует проект Лазарю Кагановичу и Анастасу Микояну, получив за это выговор от министра судостроительной промышленности Носенко.
Переломным в судьбе будущего СПК «Ракета» стал 1955 год, когда КБ Алексеева, реорганизованное к этому времени в филиал Ленинградского ЦКБ-19, посетил министр речного флота Зосима Шашков, который ознакомившись с испытаниями модели «речного автобуса», был восхищен увиденным и пообещал содействие в верхах. Директор «Красного Сормова» Н. Н. Смеляков также поддержал начинание речников, однако заводу вновь категорически запретили продолжать работы по заказу Министерства речного флота, несмотря на то, что в Швейцарии уже началась коммерческая эксплуатация первого пассажирского СПК PT-10 фирмы «Supramar», спроектированного позднее алексеевского А-9.
Поведение высокопоставленных чиновников вызвало сильное возмущение. 31 октября 1955 года состоялось расширенное заседание парткома завода с участием заводского руководства и специалистов горьковского филиала ЦКБ-19. В ходе бурного обсуждения вопроса «О создании новых типов судов» и рассмотрения эскизного проекта А-9, было составлено обращение в ЦК КПСС, а директор «Красного Сормова» Н. Н. Смеляков, в свою очередь, направил министру речного флота СССР З. А. Шашкову письмо о готовности завода в 1956 году построить и отработать опытный образец пассажирского СПК. Фактически, проект был утверждён парткомом, что явилось уникальным случаем в истории судостроения. Вскоре секретность сняли, И. Носенко уступил, дав согласие на создание только макета пассажирского СПК, но Алексеев при поддержке Минречфлота вошёл в оргкомитет VI Всемирного фестиваля молодёжи и студентов в Москве, где выдвинул инициативу продемонстрировать новое «транспортное чудо» на фестивале, а начавшаяся реорганизация промышленности с созданием Совнархозов, привела к тому, что Сормовский экспериментальный цех ЦКБ-19 перешёл обратно в ведение завода «Красное Сормово» и сразу был использован под закладку нового судна. Финансировало проект, получивший номер 340, не Министерство судостроительной промышленности, а Министерство речного флота.
С начала 1956 года началось проектирование, затем строительство, которое шло в авральном режиме. 8 мая 1957 года, первый теплоход «Ракета» был спущен на воду, Алексеев сразу начал испытания ещё недостроенного судна, которое показало отменные ходовые и скоростные качества: максимальную скорость 70 км/ч, дальность плавания в полном грузу до 600 км. Утром 26 июля 1957 года «Ракета» под управлением Виктора Полуэктова с конструкторами и рабочими на борту вышла из заводского затона и достигла Москвы за 14 ходовых часов, где открыла парад судов в честь старта VI Московского фестиваля молодёжи и студентов. На борту побывали участники форума, журналисты, руководители партии и правительства.
В 1958 году Алексеев стал начальником и главным конструктором Центрального конструкторского бюро по судам на подводных крыльях (ЦКБ по СПК), реорганизованного из Горьковского филиала ЦКБ-19.

#### Пассажирские суда
Первая серийная «Ракета» была заложена 9 сентября 1958 года, а уже в октябре 1959 года вышел на испытания новый теплоход на подводных крыльях «Метеор», имеющий вдвое большую вместимость.
Ещё через 2 года появилась «Комета», судно с полупогружными крыльями для прибрежного морского плавания.
Алексеевское ЦКБ по СПК работало очень продуктивно, новые модели СПК разрабатывались и выпускались ежегодно: катер «Волга», «Спутник», «Буревестник», «Восход» и др. Часть моделей осталось в виде единичных опытных экземпляров, некоторые выпускались малой серией, наиболее удачные проекты, например такие как «Метеор» или «Ракета» выпускались сотнями штук на разных заводах страны. Были отработаны варианты судов различной вместимости, скорости, для малых рек и морских акваторий, с различными силовыми установками, оснащенные водометными и малопогружными винтовыми движителями. Вскоре советские СПК Алексеева получили широкую известность за рубежом и начали продаваться во многие страны мира.
1962 год стал годом всеобщего признания заслуг Ростислава Алексеева в создании скоростного флота СССР.
14 апреля учёный совет Горьковского института инженеров водного транспорта единодушным решением, присвоил ему учёную степень доктора технических наук Honoris causa (без защиты диссертации).
22 апреля решением Комитета по Ленинским и Государственным премиям под председательством М. В. Келдыша, Алексееву и группе инженеров его ЦКБ — Николаю Зайцеву, Болеславу Зобнину, Александру Маскалику, Ивану Шапкину, Григорию Сушину и Виктору Полуэктову (капитану СПК «Спутник»), за создание скоростных пассажирских судов на подводных крыльях была присуждена Ленинская премия.

### Создание экранопланов
Исследуя гидродинамику подводных крыльев, Алексеев быстро понял что максимальный, экономически целесообразный скоростной предел СПК не будет выше 100—120 км/ч. На этих скоростях начинается кавитация и быстрое разрушение металла крыла. Преодолеть кавитацию можно было только полностью исключив контакт судна с водой на крейсерском режиме движения, поэтому в конце 1950-х годов в ЦКБ, параллельно с работами над подводными крыльями, начались работы по экранопланам. На тот момент в мире не существовало ни отработанных моделей, ни единой теории и концепции этого вида транспортных средств. Небольшие экранопланы создавались конструкторами-одиночками: Т. Каарио (1935, Финляндия), И. Троенгом (конец 1930-х, Швеция), Д. Уорнером и Х. Зундштедтом (1940—1960-е, США). Наибольшие проблемы вызывал недостаток продольной устойчивости экранопланов, критичный для полёта вблизи поверхности, и Алексеев сразу начинает уделять этому максимально значимое место в исследованиях.
Летом 1959 года старый колёсный пароход «Златовратский» с группой инженеров и несколькими лабораториями пришвартовался в устье реки Троца на Горьковском водохранилище, положив начало исследовательскому полигону по разработке экранопланов. В результате многочисленных опытов в 1960 году была принята аэрогидродинамическая компоновка экраноплана типа «тандем» и сразу начали создаваться чертежи первой самоходной модели «СМ-1». Руководил работами сам Алексеев и его заместитель по аэрогидродинамике Б. А. Зобнин.
22 июля 1961 года Р. Е. Алексеев лично пилотирует свой первый экраноплан в первом полёте. Конструкция оказалась удачной и развивала скорость до 200 км/ч при удовлетворительной управляемости. На демонстрационных полётах присутствовали Б. Е. Бутома, Д. Ф. Устинов и С. Г. Горшков. «СМ-1» сразу заинтересовал ВМФ своими тактическими качествами: скоростью, незаметностью для радаров, способностью выходить на пологий берег и базироваться на нём. В следующей модели «СМ-2» были кардинально улучшены взлётные качества за счёт поддува реактивной струи под крыло. «СМ-2» демонстрируется Н. С. Хрущёву на Истринском водохранилище.
Летом 1962 года в СССР была принята масштабная программа по экранопланостроению, предусматривающая создание большого экспериментального экраноплана и разработку проектов перспективных боевых экранопланов для разных родов вооружённых сил.
Применение поддува выявило недостатки «тандемной» схемы и Алексеев перешёл на принципиально новую «самолётную» схему, в которой хвостовое крыло работает вне зоны экрана. По этой схеме были выполнены последующие модели «СМ-2П», «СМ-3» (1962), «СМ-4» (1962), «СМ-5» и «СМ-8» (1963, 1967, прототипы ЭП «КМ» в масштабе 1:4), «СМ-2П7» (1964), «СМ-6» (1972, прототип ЭП «Орлёнок»), «СМ-9» (1977).
В 1962 году в ЦКБ по СПК началась работа по созданию полномасштабного прототипа экраноплана «КМ» («Корабль-макет») для ВМФ. 22 июня 1966 года он был спущен на воду в Чкаловске и совершил там первый полёт, затем для дальнейших испытаний был переправлен на Каспий в замаскированном виде. При массе 500 т и длине около 100 м «КМ» на момент создания стал самым крупным и тяжёлым летательным аппаратом в мире.
В 1964 году начались работы над проектом экраноплана «Т-1» для воздушно-десантных войск, на базе которого в начале 1970-х годов ЦКБ по СПК получило заказ на постройку транспортно-десантного экранолёта А-90 «Орлёнок». В 1972 году первый 140-тонный экранолёт был спущен на воду, 3 ноября 1979 года первый в мире десантный корабль-экранолёт был принят как боевая единица в состав ВМФ, он получил штатный номер МДЭ-160 (малый десантный экраноплан).
В 1973 году по проекту КБ Алексеева было сконструировано пассажирское СВП «Сормович», пригодное к круглогодичной эксплуатации (эксплуатировался на Средней Волге две навигации).

### Отстранение от должностей, последние годы жизни
После отстранения Н. С. Хрущева и прихода к власти в СССР Л. И. Брежнева ЦКБ по СПК достигло наибольшего расцвета. Пассажирские теплоходы на подводных крыльях стали приобретать популярность в разных странах мира, имя Ростислава Алексеева как создателя этих судов также не было секретом, но в то же время его положение стало ухудшаться. Умер влиятельный Сергей Королёв, поддержавший Алексеева во время своего визита в Горький. Один за другим начали уходить из жизни в относительно молодом возрасте ведущие инженеры ЦКБ: Николай Зайцев (45 лет), Иван Шапкин (55 лет), Болеслав Зобнин (51 год). Резко обострились отношения с министерством судостроения, один из начальников главка заявлял в беседе с журналистом В. А. Ильиным: «Пока я жив, ни одной строчки об Алексееве не пропущу!».
Чиновники пытались засекретить конструктора и его деятельность, Алексеев, наоборот, стремился всячески вывести работы по экранопланам в гражданский сектор, считая что бессмысленным засекречиванием теряется время и упускаются возможности, тем более что основные технические проблемы этого вида транспорта были уже решены и отработаны на многочисленных опытных экземплярах.
В 1970-х в его ЦКБ разрабатывались проекты пассажирских экранопланов вместимостью от 8 до 250 человек, была обоснована их экономическая эффективность, намечены заводы-изготовители и сроки постройки головных образцов. Однако программа строительства скоростных транспортных средств, разработанная Алексеевым и посланная на рассмотрение в правительство, осталась без ответа. Опорой в верхах оставался Д. Ф. Устинов, курировавший в ЦК КПСС оборонную научно-техническую политику и поддерживающий военное экранопланостроение.
В 1976 году приказом министра судостроительной промышленности СССР Б. Е. Бутомы Алексеев был отстранён от должности начальника и главного конструктора ЦКБ, поводом послужила авария экраноплана «Орлёнок» во время испытаний на Каспии (в документальном фильме «Сожжённые крылья. Предать конструктора» высказывается мысль, что Бутома был в числе недоброжелателей конструктора, поскольку Алексеев обратился к Хрущёву через голову вышестоящего начальства).
ЦКБ было разделено на две части, тему СПК возглавил человек, ранее не имевший отношения к скоростному судостроению и развитие этой темы стало постепенно замедляться, Алексеев возглавил разработку экранопланов. Затем последовало очередное понижение до конструктора проекта и далее до руководителя отдела, состоящего из 15 человек. Чкаловскую испытательную базу, на которой велись основные работы по экранопланам, переподчинили ЦНИИ им. акад. А. Н. Крылова и стали перепрофилировать под работы по судам на воздушной подушке. Пользоваться испытательным треком для экранопланов Алексееву было запрещено, и он проникал туда нелегально через подкоп под стеной.
В 1976—1977 гг. была проведена ревизия «модельного наследства» Алексеева, хранившегося на чкаловской испытательной базе в ангаре. Это были модели экранопланов различных схем, на которых отрабатывались новые идеи и конструкции. Решением комиссии почти все они (около 250 штук) были сожжены на льду реки Троца, ни технического описания, ни фотографий моделей не делалось.
14 января 1980 года на испытательной базе в Чкаловске при спуске на воду нового пассажирского экранолёта «Волга-2» (по другим данным его прототипа — самоходной модели СМ-9), который должен был быть завершён к Московской Олимпиаде-80, Алексеев получил травму. 17 января 1980 он был госпитализирован и 9 февраля 1980 года, после двух операций, скончался от плеврита.
Похоронен на Бугровском кладбище Нижнего Новгорода.

## Награды
- Сталинская премия второй степени (1951) — за разработку судов на подводных крыльях[25].
- Заслуженный изобретатель РСФСР (1962)[26]
- Ленинская премия (1962) — за создание нового транспортного средства[27].
- Государственная премия СССР (1984 — посмертно)
- Орден Октябрьской Революции, орден «Знак Почёта», медали[28]

## Память
В Нижнем Новгороде:
- Центральное Конструкторское бюро по судам на подводных крыльях имени Р. Е. Алексеева (ЦКБ по СПК).
- Нижегородский государственный технический университет имени Алексеева (имя присвоено 2 февраля 2007 года постановлением Правительства Нижегородской области № 33). Там же установлен бюст Ростислава Алексеева и памятник-экраноплан, установленный в 2016 году в честь 100-летия конструктора.
- Школа с углублённым изучением отдельных предметов № 183 им. Р. Алексеева
- В центре Сормовского района Нижнего Новгорода именем Алексеева названа площадь, в начале Юбилейного бульвара установлен памятник Алексееву, на улице Коминтерна установлена памятная звезда,
- Мемориальная доска на доме 45а по улице Ульянова, где жила семья Алексеевых[29].

В Чкаловске:
- «Музей скоростей», посвящённый жизни и деятельности Р. Е. Алексеева. Музейный квартал «Русские крылья» 2012 год.
- МБОУ Либежевская СОШ имени Ростислава Евгеньевича Алексеева. Городской округ город Чкаловск.
- Улица Алексеева, село Кузнецово, Чкаловского района (местонахождение испытательной базы ЦКБ по СПК).

В Новозыбкове:
- Сквер с памятником Р. Е. Алексееву
- Улица Алексеева

### Произведения искусства
- Портрет Алексеева находится в Зале Славы Конгресса США[источник не указан 342 дня].
- Обгоняя время — биографический художественный телесериал об Алексееве (2019 год, в главной роли Артём Быстров).

### Другое
- Традиционная парусная регата на Кубок Р. Е. Алексеева в Нижнем Новгороде[4].
- Его именем назван один из теплоходов на подводных крыльях «Метеор».